# McKenna (Washington)
McKenna es un área no incorporada ubicada en el condado de Pierce en el estado estadounidense de Washington.

## Geografía
McKenna se encuentra ubicado en las coordenadas 46°56′5″N 122°33′23″O / 46.93472, -122.55639.